# Yes.
Yes. – piąty minialbum południowokoreańskiej grupy Golden Child, wydany 25 stycznia 2021 roku przez wytwórnię Woollim Entertainment. Ukazał się w 10 wersjach fizycznych. Płytę promował singel „Burn It” (kor. 안아줄게 (Burn It)). Sprzedał się w nakładzie 113 966 egzemplarzy w Korei Południowej (stan na marzec 2021 r.).

## Lista utworów
| CD | CD                                                            | CD                                                    | CD                            | CD                      | CD      |
| Nr | Tytuł utworu                                                  | Tekst                                                 | Kompozycja                    | Aranżacja               | Długość |
| -- | ------------------------------------------------------------- | ----------------------------------------------------- | ----------------------------- | ----------------------- | ------- |
| 1. | „YES.”                                                        |                                                       | SCORE(13), Megatone(13)       | SCORE(13), Megatone(13) | 1:27    |
| 2. | „An-ajulge (Burn It)” (kor. 안아줄게 (Burn It), ang. Burn It) | SCORE(13), Megatone(13), Door, J Rise, Jang-jun, TAG  | SCORE(13), Megatone(13), Door | SCORE(13), Megatone(13) | 3:29    |
| 3. | „Cool Cool”                                                   | MosPick, Jang-jun, TAG                                | MosPick                       | MosPick                 | 3:18    |
| 4. | „Gidaligo iss-eo” (kor. 기다리고 있어, ang. Round N Round)    | 1Take, TAK, Jang-jun, TAG                             | 1Take, TAK                    | 1Take, TAK              | 3:39    |
| 5. | „Milky Way”                                                   | Lim Soo-ho, Ungkim, N!ko, Moon Dae-jin, Jang-jun, TAG | Lim Soo-ho, Ungkim, N!ko      | N!ko                    | 3:36    |
| 6. | „Breathe”                                                     | Zaydro, Jang-jun, TAG                                 | Zaydro                        | Zaydro                  | 3:24    |

## Notowania
| Lista                     | Pozycja |
| ------------------------- | ------- |
| Gaon Weekly Album Chart   | 2       |
| Five Music (Tajwan)       | 4       |
| Oricon Weekly Album Chart | 42      |